# Là-haut, un roi au-dessus des nuages
Là-haut, un roi au-dessus des nuages és una pel·lícula francesa dirigida per Pierre Schoendoerffer, estrenada el 2004 . El director va adaptar la seva novel·la Là-haut.

## Argument
París, 1977, un periodista de Le Figaro investiga la desaparició d'Henri Lanvern mentre filmava a Tailàndia. Cineasta i antic soldat, Lanvern es diu que va acceptar una missió a petició dels serveis secrets francesos per cobrir la fugida del seu vell amic de guerra, el general Cao Ba Ky, presoner en un camp de reeducació comunista.

## Repartiment
- Bruno Cremer: El coronel
- Claude Rich: L'editor en cap
- Florence Darel: La periodista
- Jacques Perrin: Henri Lanvern, el cineasta
- Louis Rolland: actor
- Wojciech Pszoniak: El productor
- Christophe Reymond: El periodista insolent
- Gérard Oury: General de La Motte-Noire
- Jacques Dufilho: El rector
- Ludovic Schoendoerffer: L'actor
- Patrick Chauvel: Radar, el fotògraf
- Eric Do: Carlo, l'editor
- André Peron: Dédé, el pescador
- Patrick Poivre d'Arvor: ell mateix

## Producció
- Pierre Schoendoerffer aconsegueix la proesa d'inserir passatges dels seus vells rodatges en una nova producció, en particular mitjançant l'ús de "flashbacks", que fa molt real la impressió d'envelliment o rejoveniment dels actors. Per a certs passatges es va conservar la banda sonora, per  altres va ser coberta per una nova creació.[4]
- És una autèntica pel·lícula testamentària ja que és la producció final de Pierre Schoendoerffer que torna per darrera vegada als temes recurrents de la seva filmografia (la guerra d'Indoxina, l'obediència i el sacrifici dels militars, etc.). Es retroba per última vegada amb els seus actors preferits que són Bruno Cremer (La 317e Section, Objectif 500 millions) i Jacques Perrin (La 317e Section, Le Crabe-Tambour, L'Honneur d'un capitaine).
- També és l'última pel·lícula en què va actuar tota una generació d'actors i directors il·lustres: Philippe Clay, Bruno Cremer, Jacques Dufilho i Gérard Oury.